# Distribució de Lévy envoltada
En la teoria de la probabilitat i l'estadística direccional, una distribució de Lévy envoltada és una distribució de probabilitat envoltada que resulta de l'"embolicament" de la distribució de Lévy al voltant del cercle unitari.

## Descripció
La fdp de la distribució de Lévy embolicada és
{\displaystyle f_{WL}(\theta ;\mu ,c)=\sum _{n=-\infty }^{\infty }{\sqrt {\frac {c}{2\pi }}}\,{\frac {e^{-c/2(\theta +2\pi n-\mu )}}{(\theta +2\pi n-\mu )^{3/2}}}}
on el valor del sumand es pren com a zero quan {\displaystyle \theta +2\pi n-\mu \leq 0}, {\displaystyle c} és el factor d'escala i {\displaystyle \mu } és el paràmetre d'ubicació. Expressant la fdp anterior en termes de la funció característica de la distribució de Lévy s'obté:
{\displaystyle f_{WL}(\theta ;\mu ,c)={\frac {1}{2\pi }}\sum _{n=-\infty }^{\infty }e^{-in(\theta -\mu )-{\sqrt {c|n|}}\,(1-i\operatorname {sgn} {n})}={\frac {1}{2\pi }}\left(1+2\sum _{n=1}^{\infty }e^{-{\sqrt {cn}}}\cos \left(n(\theta -\mu )-{\sqrt {cn}}\,\right)\right)}
Pel que fa a la variable circular {\displaystyle z=e^{i\theta }} els moments circulars de la distribució de Lévy envoltada són la funció característica de la distribució de Lévy avaluada en arguments enters:
{\displaystyle \langle z^{n}\rangle =\int _{\Gamma }e^{in\theta }\,f_{WL}(\theta ;\mu ,c)\,d\theta =e^{in\mu -{\sqrt {c|n|}}\,(1-i\operatorname {sgn}(n))}.}
on {\displaystyle \Gamma \,} és un interval de longitud {\displaystyle 2\pi } . El primer moment és llavors el valor esperat de z, també conegut com a resultant mitjana o vector resultant mitjà:
{\displaystyle \langle z\rangle =e^{i\mu -{\sqrt {c}}(1-i)}}
L'angle mitjà és
{\displaystyle \theta _{\mu }=\mathrm {Arg} \langle z\rangle =\mu +{\sqrt {c}}}
i la longitud de la resultant mitjana és
{\displaystyle R=|\langle z\rangle |=e^{-{\sqrt {c}}}}